# Sassanidotus gracilis
Espèce
Synonymes
- Buthus zarudnyi gracilis Birula, 1900
- Buthus zarudnyi sarghadensis Birula, 1903
- Buthus gabrielis Werner, 1929
- Compsobuthus becvari Kovařík, 2003
- Compsobuthus kafkai Kovařík, 2003
- Compsobuthus sobotniki Kovařík, 2003

Sassanidotus gracilis est une espèce de scorpions de la famille des Buthidae.

## Distribution
Cette espèce se rencontre en Iran, au Pakistan et en Afghanistan,.

## Description
Sassanidotus gracilis mesure de 32 à 52 mm.

## Systématique et taxinomie
Cette espèce a été décrite sous le protonyme Buthus zarudnyi gracilis par Birula en 1900. Elle suit son espèce dans le genre Mesobuthus en 1950 puis dans le genre Sassanidotus en 1987. Elle est élevée au rang d'espèce par Kovařík et Fet en 2006 qui dans le même temps placent Buthus zarudnyi sarghadensis en synonymie.
Buthus gabrielis a été placée en synonymie par Navidpour, Ezatkhah, Kovařík, Soleglad et Fet en 2011.
Compsobuthus becvari, Compsobuthus kafkai et Compsobuthus sobotniki ont été placées en synonymie par Kovařík en 2013.

## Publication originale
- Birula, 1900 : « Scorpiones mediterranei Musei Zoologici mosquensis. » Izvestiya Imperatorskogo Obshchestva Lyubitelei Prirody, Istorii, Antropologii i Etnografii, vol. 98, no 3, p. 8-20.